# Умберто Джордано
Умберто Менотті Марія Джордано (італ. Umberto Menotti Maria Giordano; 28 серпня 1867, Фоджа — 12 листопада 1948, Мілан) — італійський оперний композитор, один з представників веризму.

## Біографія
Джордано народився в родині хіміка, музикою почав займатися проти бажання батьків. У 1882 поступив у Неапольську консерваторію, де навчався у Паоло Серрано та Джузеппе Мартуччі. Ще будучи студентом, створив одноактну оперу «Марина» і представив її на конкурс, організований видавцем Едоардо Сонцоньо в 1889 році. З 73 композиторів, що брали участь у конкурсі Джордано посів шосте місце (переміг П'єтро Масканьї з оперою «Сільська честь»), однак Сонцоньо зацікавився його музикою і замовив йому повномасштабну оперу «Малавіта» («Злочинне життя») на сюжет драми Сальваторе ді Джакомо з життя бідних мешканців неаполітанських передмість. Написана в 1892 році, опера мала успіх в Австрії та Німеччини, однак в Італії публіка і критики прийняли її дуже прохолодно, не змінивши свого ставлення навіть п'ять років тому, коли композитор істотно її переробив (поставлена в Мілані під назвою «Обітниця»). Тим часом від Сонцоньо надійшло замовлення на нову оперу «Реджина Діас», яка повинна була бути складена до сторіччя Саверіо Меркаданте. Сюжет не надихнув Джордано, опера була знята з репертуару вже після другого подання, і розчарований Сонцоньо відмовився від подальшої співпраці з композитором.
У 1894 році Джордано переселяється в Мілан, де знайомиться з Джузеппе Верді і час від часу консультується у нього з приводу своїх творів. У цей час він починає роботу над оперою «Андре Шеньє», лібрето якої йому надав композитор Альберто Франкетті. В її основі — доля французького поета, страченого в роки якобінської диктатури. 28 березня 1896 ця опера була вперше поставлена в театрі «Ла Скала» і принесла авторові гучний успіх. Про Джордано почали говорити як про одне з найбільших молодих італійських оперних композиторів. Наступна його опера — «Федора», на сюжет Віктора Сарду — також була зустрінута публікою із захопленням, а на її прем'єрі 17 листопада 1898 в міланському «Театро лірико» одну з партій виконував молодий і маловідомий тоді тенор Енріко Карузо. «Федора» залишалася в репертуарі театрів італійських протягом багатьох сезонів і іноді виконується і в наш час.
Наступні роботи Джордано менш відомі широкій публіці. Опера «Сибір» отримала схвальні відгуки від французьких критиків, однак дві наступні опери — «Марчелла» і «Мадам Сан-Жен» — вже не мали такої популярності, як ранні твори (попри те, що, зокрема, прем'єрою «Мадам Сан-Жен» диригував Артуро Тосканіні, а одну з головних партій співала Джеральдін Фаррар). Відносно успішними його творами пізнього періоду вважаються опери «Вечеря з жартами» і «Король», які йшли на сценах театрів італійських в 1930-і роки. Після 1929 Джордано складав мало, в основному пісні та романси.

## Творчість
Джордано — представник пізньоромантичної традиції в італійській опері, що поєднує у своїх творах яскраву емоційність з легкістю і витонченістю викладу. Він вводить в опери елементи фольклору або танцювальної музики, фрагменти революційних пісень («Андре Шеньє»). Деяка недосконалість музичної драматургії Джордано компенсується майстерним вокальним письмом. Окремі арії з опер увійшли в репертуар найбільших італійських і світових співаків. В Італії також відомі його пізні пісні, які виконували й записували, зокрема, Клаудія Муціо та Беньяміно Джильї.

## Основні твори
Опери
- «Марина» (Marina; 1889)
- «Злочинне життя» (Mala vita; 1892, друга редакція — 1897, під назвою «Обітниця» — «Il voto»)
- «Реджина Діас» (Regina Diaz; 1894)
- «Андре Шеньє» (Andrea Chénier; 1896)
- «Федора» (Fedora; 1898)
- «Сибір» (Siberia; 1903, друга редакція — 1947)
- «Марчелла» (Marcella; 1907)
- «Мадам Сан-Жен» (Madame Sans-Gêne; 1915)
- «Юпітер в Помпеях» (Giove a Pompei; 1921), оперета написана спільно з А. Франкетті
- «Вечеря з жартами» (La cena delle beffe; 1924)
- «Король» (Il re; 1929)

Інші твори
- Твори для хору з фортепіано і без супроводу
- Пісні та романси для голосу і фортепіано
- Ряд фортепіанних творів